# Nekrolog 3. Quartal 1914
Nekrolog
◄◄
| ◄
| 1910
| 1911
| 1912
| 1913
| 1914 | 1915 | 1916 | 1917 | 1918 | ► | ►►
1. Quartal |
2. Quartal |
3. Quartal |
4. Quartal 1914
Weitere Ereignisse | Allgemeiner Nekrolog 1914
Die Beschreibung der verstorbenen Person sollte so kurz wie möglich gehalten sein und nur deren signifikante Tätigkeit(en) enthalten.
Neue Namen ggf. auch unter dem Geburts- und Sterbedatum, also etwa unter 1. Januar und im Geburts- und Sterbejahr (2024) eintragen (nur bei entsprechender großer Wichtigkeit). Für Beispiele siehe die schon vorhandenen Artikel.
Außerdem über die fünf zuletzt Verstorbenen, zu denen es einen ausreichend guten Artikel für eine Präsentation auf der Hauptseite gibt, nach der todesbedingten Überarbeitung der Artikel ggf. auch unter Wikipedia Diskussion:Hauptseite informieren und sie am besten auch in den anderen Wikipedia-Sprachversionen eintragen. Tipp: Regelmäßig bei news.google.de nach „ist tot“, „gestorben“ oder „verstorben“ suchen.
Wenn eine Person gestorben ist, gibt es viele Seiten zu dieser Person in der Wikipedia, die davon auch betroffen sind und entsprechend aktualisiert werden müssen. Beispiele: Namenübersichtsseite, Geburtsjahr, Geburtsort-Seiten und viele mehr.
Wie finde ich die betroffenen Seiten?
Im Suchfeld auf der linken Seite gibt man den Suchbegriff so ein: „Vorname Nachname“. Dann klickt man auf Volltext und alle Seiten mit entsprechendem Suchtext werden aufgerufen. Hier sieht man dann schnell, wo auch das Todesjahr Sinn macht oder sogar ein Teil des Artikels angepasst werden muss. Auch hilft das „Werkzeug“ auf der linken Seite sehr gut, um solche Seiten aufzufinden: „Links auf diese Seite“. Somit ist die Wikipedia wieder aktuell in allen Bereichen! Hinweis: bei Eintragung der Kategorie „Gestorben JAHR“ wird der Missbrauchsfilter 49 ausgelöst, was jedoch nicht schlimm ist. Siehe: Spezial:Missbrauchsfilter/49
Dies ist eine Liste von im dritten Quartal 1914 verstorbenen bekannten Persönlichkeiten. Die Einträge erfolgen innerhalb der einzelnen Daten alphabetisch sortiert. Tiere sind im Nekrolog für Tiere zu finden.

## Juli
| Tag      | Name                            | Beruf, bekannt als                                                                                      | Alter | Beleg |
| -------- | ------------------------------- | --- | ----- | ----- |
| 1. Juli  | Hermann Joseph Klein            | deutscher Astronom und Meteorologe                                                                      | 69    |       |
| 1. Juli  | Alberto Pollio                  | italienischer General und Generalstabschef des italienischen Heeres (1908–1914)                         | 62    |       |
| 1. Juli  | Franz Suter                     | Schweizer Radrennfahrer                                                                                 | 24    |       |
| 2. Juli  | Joseph Chamberlain              | britischer Staatsmann                                                                                   | 77    |       |
| 2. Juli  | Jakob Lüthy                     | Schweizer Unternehmer und Politiker                                                                     | 73    |       |
| 2. Juli  | John Benjamin Stone             | britischer Industrieller, Politiker und Fotograf                                                        | 76    |       |
| 2. Juli  | Carl Julius Winter              | deutscher Unternehmer                                                                                   |       |       |
| 3. Juli  | Emil Kałużniacki                | Slawist und Hochschullehrer in Czernowitz                                                               | 69    |       |
| 3. Juli  | Hermann Ohl                     | deutscher evangelisch-lutherischer Geistlicher, Pädagoge und Autor                                      | 77    |       |
| 3. Juli  | Hermann Suchier                 | deutscher Romanist                                                                                      | 65    |       |
| 4. Juli  | Jakob Friedrich                 | Landtagsabgeordneter Großherzogtum Hessen                                                               | 53    |       |
| 4. Juli  | George Elgar Hicks              | englischer Maler                                                                                        | 90    |       |
| 4. Juli  | James Lawrence                  | US-amerikanischer Jurist und Politiker                                                                  | 63    |       |
| 4. Juli  | Konrad Müller-Kurzwelly         | deutscher Maler                                                                                         | 58    |       |
| 5. Juli  | Martin L. Clardy                | US-amerikanischer Politiker                                                                             | 70    |       |
| 5. Juli  | Albert Locher                   | Schweizer Politiker und Landwirt                                                                        | 65    |       |
| 5. Juli  | Friedrich von Runkel            | deutscher Jurist, Verwaltungsbeamter und Gutsbesitzer                                                   | 81    |       |
| 6. Juli  | Delmira Agustini                | uruguayische Dichterin                                                                                  | 27    |       |
| 6. Juli  | Julius Berendes                 | deutscher Apotheker und Pharmaziehistoriker                                                             | 77    |       |
| 6. Juli  | Seth Eugene Meek                | US-amerikanischer Ichthyologe                                                                           | 55    |       |
| 6. Juli  | Karl Schaden                    | österreichischer Architekt                                                                              | 71    |       |
| 8. Juli  | Julius Braathe                  | norwegischer Sportschütze                                                                               | 40    |       |
| 8. Juli  | Carel Herman Aart van der Wijck | niederländischer Politiker                                                                              | 74    |       |
| 9. Juli  | Charles Valérand Ragon de Bange | französischer Oberst der Artillerie                                                                     | 80    |       |
| 9. Juli  | Fred A. Busse                   | US-amerikanischer Politiker                                                                             | 48    |       |
| 9. Juli  | Samuel Byrns                    | US-amerikanischer Politiker                                                                             | 66    |       |
| 9. Juli  | Henry Emmerson                  | kanadischer Politiker                                                                                   | 60    |       |
| 9. Juli  | Otto Flügel                     | deutscher evangelischer Theologe und Philosoph                                                          | 72    |       |
| 9. Juli  | Karl Güterbock                  | deutscher Jurist und Rechtshistoriker                                                                   | 84    |       |
| 10. Juli | Nikolaus Hartwig                | russischer Diplomat und Botschafter in Persien und Serbien                                              | 56    |       |
| 10. Juli | Theodor Sartori                 | deutscher Architekt und Mitglied der Lübecker Bürgerschaft                                              | 78    |       |
| 11. Juli | Franz Bossong                   | deutscher Buchhändler, Verleger, Herausgeber, Autor von Sachbüchern und Mundartdichter                  |       |       |
| 11. Juli | Eduard Reyer                    | österreichischer Geologe                                                                                | 65    |       |
| 11. Juli | Julius Rodenberg                | deutscher Journalist und Schriftsteller                                                                 | 83    |       |
| 11. Juli | Johann Georg von Schoen         | österreichischer Bauingenieur und Hochschullehrer                                                       | 75    |       |
| 12. Juli | Osmond Fisher                   | englischer Geologe und Geophysiker                                                                      | 96    |       |
| 12. Juli | Horace Harmon Lurton            | US-amerikanischer Jurist                                                                                | 70    |       |
| 12. Juli | Heinrich August Schlubach       | deutscher Kaufmann                                                                                      | 78    |       |
| 13. Juli | Karel Buls                      | belgischer Politiker                                                                                    | 76    |       |
| 13. Juli | Joan Röell                      | niederländischer Staatsmann (Ministerpräsident 1894–1897)                                               | 69    |       |
| 14. Juli | Jürgen Friedrich Ahrens         | deutscher Heimatdichter                                                                                 | 79    |       |
| 14. Juli | Gabriel Diodati                 | Schweizer Architekt                                                                                     | 85    |       |
| 14. Juli | Karl Telbisz                    | Bürgermeister von Temeswar                                                                              | 59    |       |
| 14. Juli | Friedrich von Wick              | deutscher Offizier der Königlich Preußischen Armee, Amtmann und Polizeiinspektor                        | 69    |       |
| 14. Juli | Maria Zambaco                   | britisches Modell und Muse der Präraffaeliten                                                           | 71    |       |
| 15. Juli | Ludwig Hatschek                 | österreichischer Unternehmer                                                                            | 57    |       |
| 16. Juli | Carl Kockelkorn                 | deutscher Schachkomponist und -theoretiker                                                              | 70    |       |
| 16. Juli | Karl Köpping                    | deutscher Kupferstecher und Designer                                                                    | 66    |       |
| 16. Juli | Hans Ross                       | norwegischer Linguist                                                                                   | 81    |       |
| 17. Juli | Dorinda Neligan                 | britische Schuldirektorin und Suffragette                                                               | 81    |       |
| 17. Juli | William Piguenit                | australischer Landschaftsmaler                                                                          | 77    |       |
| 18. Juli | Hermann Liebig                  | deutscher baptistischer Geistlicher und Schriftsteller                                                  | 74    |       |
| 18. Juli | Robert Wuttke                   | sächsischer Volkswirtschaftler und Volkskundler                                                         | 55    |       |
| 19. Juli | Alexander Conze                 | deutscher Klassischer Archäologe                                                                        | 82    |       |
| 19. Juli | Johann Puch                     | Ingenieur und Industrieller                                                                             | 52    |       |
| 20. Juli | Siegfried Kramer                | österreichischer Architekt und Stadtbaumeister                                                          |       |       |
| 21. Juli | Karl von Czyhlarz               | böhmischer Jurist und Politiker                                                                         | 80    |       |
| 21. Juli | Gustav Voigtel                  | preußischer Architekt und Baubeamter                                                                    | 80    |       |
| 22. Juli | George Crum                     | US-amerikanischer Koch, Erfinder der Kartoffelchips                                                     | 89    |       |
| 22. Juli | Charles Maurin                  | französischer Maler und Drucker                                                                         | 58    |       |
| 22. Juli | Dschurdschī Zaidān              | libanesischer Schriftsteller der arabischen Wiedergeburt                                                | 52    |       |
| 23. Juli | Hellmuth von Bethe              | deutscher Verwaltungsbeamter und Parlamentarier                                                         | 71    |       |
| 23. Juli | Friedrich Brandes               | deutscher reformierter Theologe                                                                         | 89    |       |
| 23. Juli | Friedrich von Maltzan           | königlich preußischer Generalleutnant und großherzoglich mecklenburgisch-strelitzscher Oberhofmarschall | 76    |       |
| 23. Juli | Hermann Suter                   | Schweizer Zollbeamter                                                                                   | 61    |       |
| 24. Juli | Louis Kolitz                    | deutscher Maler                                                                                         | 69    |       |
| 24. Juli | Adolf Martens                   | deutscher Werkstoffkundler                                                                              | 64    |       |
| 24. Juli | James D. Richardson             | US-amerikanischer Politiker                                                                             | 71    |       |
| 25. Juli | Anton Rumpelmayer               | österreichischer Konditor und k.u.k. Hoflieferant                                                       | 82    |       |
| 27. Juli | Fritz Ribot                     | deutscher Fabrikant und Politiker                                                                       | 61    |       |
| 27. Juli | Edward Two-Two                  | US-amerikanischer Indianer vom Stamm der Lakota-Sioux                                                   |       |       |
| 28. Juli | Paul Graffunder                 | deutscher Klassischer Philologe und Gymnasiallehrer                                                     | 56    |       |
| 29. Juli | Hugo Faißt                      | deutscher Rechtsanwalt, Stifter der Henriette und Hugo Faißt-Stiftung, Gründer Hugo Wolf Akademie       | 51    |       |
| 29. Juli | Pietro Pace                     | maltesischer römisch-katholischer Geistlicher, Bischof von Gozo und Erzbischof von Malta                | 83    |       |
| 29. Juli | Paul Reclus                     | französischer Chirurg                                                                                   | 67    |       |
| 29. Juli | Johann Sperl                    | deutscher Maler                                                                                         | 73    |       |
| 30. Juli | Emil Hartmann                   | preußischer Generalmajor, Freimaurer und Militärschriftsteller                                          | 70    |       |
| 31. Juli | Jean Jaurès                     | sozialistischer französischer Politiker, Vertreter des Reformsozialismus                                | 54    |       |
| 31. Juli | Wilhelm von Kleydorff           | deutscher Adliger                                                                                       | 43    |       |
| 31. Juli | Giovanni Battista Lugari        | katholischer Theologe und Kardinal                                                                      | 68    |       |

## August
| Tag        | Name                              | Beruf, bekannt als | Alter | Beleg |
| ---------- | --------------------------------- | --- | ----- | ----- |
| 1. August  | Caroline Stocker-Caviezel         | Schweizer Frauenrechtlerin | 85    |       |
| 1. August  | Adolf Zander                      | deutscher Musiker, Gründer der Berliner Liedertafel                                                                                             | 71    |       |
| 2. August  | Gabriel Dupont                    | französischer Komponist | 36    |       |
| 2. August  | Albert Mayer                      | Unterleutnant der 5. Berittenen Jäger (Mülhausen)                                                                                               | 22    |       |
| 2. August  | Jules-André Peugeot               | erster französischer Soldat, der im Ersten Weltkrieg getötet wurde                                                                              | 21    |       |
| 3. August  | Joseph-Émile Abbet                | Schweizer römisch-katholischer Ordensgeistlicher, Abtbischof der Territorialabtei Saint-Maurice                                                 | 66    |       |
| 3. August  | Geremia Bonomelli                 | italienischer Geistlicher, Bischof von Cremona, Mitglied des Ritterordens vom Heiligen Grab zu Jerusalem                                        | 82    |       |
| 3. August  | Louis Couturat                    | französischer Logiker, Mathematiker und Linguist                                                                                                | 46    |       |
| 3. August  | Eduard Köchlin                    | deutscher Industrieller und Politiker | 80    |       |
| 3. August  | Christoph Kukat                   | ostpreußischer Evangelist und Bußprediger | 69    |       |
| 3. August  | Karl Mayhoff                      | deutscher Klassischer Philologe und Gymnasialdirektor                                                                                           | 73    |       |
| 3. August  | William Barstow Strong            | US-amerikanischer Eisenbahnunternehmer, Präsident der Atchison, Topeka and Santa Fe Railway                                                     | 77    |       |
| 4. August  | Hubertine Auclert                 | französische Frauenrechtlerin | 66    |       |
| 4. August  | Thomas J. Creamer                 | US-amerikanischer Jurist und Politiker | 71    |       |
| 4. August  | Berthold Heberlein                | deutscher evangelischer Geistlicher und Chronist der Stadt Wolgast                                                                              | 68    |       |
| 4. August  | Hermann Sieveking                 | deutscher Physiker und Hochschullehrer | 39    |       |
| 5. August  | Alfred Hegar                      | deutscher Gynäkologe | 84    |       |
| 5. August  | Georg de Lalande                  | deutscher Architekt, hauptsächlich tätig in Japan                                                                                               | 41    |       |
| 5. August  | Heinrich Langwerth von Simmern    | deutscher Politiker (DHP), MdR | 80    |       |
| 5. August  | Jules Lemaître                    | französischer Schriftsteller, Dramatiker und Theaterkritiker                                                                                    | 61    |       |
| 5. August  | Egmont Harald Petersen            | dänischer Verleger | 53    |       |
| 6. August  | Karl Baedeker                     | deutscher Physiker und Hochschullehrer | 37    |       |
| 6. August  | Karl-Ulrich von Bülow             | preußischer Generalmajor | 51    |       |
| 6. August  | Hugo Edward                       | deutscher Theaterschauspieler | 69    |       |
| 6. August  | Heinrich Lattermann               | deutscher Epigraphiker | 32    |       |
| 6. August  | Elijah Hise Norton                | US-amerikanischer Politiker | 92    |       |
| 6. August  | Ellen Wilson                      | US-amerikanische First Lady | 54    |       |
| 7. August  | Jelisaweta Boehm                  | russische Malerin | 71    |       |
| 7. August  | Giorgio Sommer                    | deutscher Fotograf | 79    |       |
| 8. August  | Rudolf Manga Bell                 | kamerunischer König zur deutschen Kolonialzeit                                                                                                  |       |       |
| 8. August  | John Schuyler Crosby              | US-amerikanischer Politiker | 74    |       |
| 8. August  | Christoph Friedrich Heinle        | deutscher Dichter | 20    |       |
| 8. August  | Josef Schützinger                 | deutscher Zeitungsgründer, Verleger und Druckereibesitzer                                                                                       | 55    |       |
| 8. August  | Bernhard Karl Stephan             | deutscher Jurist und Politiker (Zentrum), MdR                                                                                                   | 58    |       |
| 9. August  | Henri Bonnéfoy                    | französischer Sportschütze | 26    |       |
| 9. August  | Roque Sáenz Peña                  | argentinischer Anwalt und Politiker | 63    |       |
| 10. August | Paul Adolph                       | deutscher Jurist und Mitglied des Preußischen Herrenhauses                                                                                      | 74    |       |
| 10. August | John Butler Smith                 | US-amerikanischer Politiker | 76    |       |
| 10. August | Johannes Szadowski                | katholischer Pfarrer in Wartenburg, Braunsberg, Willenberg und Königsberg (Preußen)                                                             | 80    |       |
| 11. August | Ludwig Bassermann-Jordan          | Bürgermeister und Winzer in Deidesheim | 44    |       |
| 11. August | Isidor H. Groß                    | österreichischer Theaterschauspieler und Opernregisseur                                                                                         | 50    |       |
| 11. August | Pol Plançon                       | französischer Opernsänger (Bass) | 63    |       |
| 12. August | John Philip Holland               | irisch-US-amerikanischer U-Boot-Konstrukteur | 73    |       |
| 12. August | Reinhold Jahnow                   | deutscher Pilot und Jagdflieger | 29    |       |
| 13. August | Julius Carl Raschdorff            | deutscher Architekt, Baubeamter und Hochschullehrer                                                                                             | 91    |       |
| 13. August | Adolf Richter                     | deutscher Chemiker und Industrieller, Pazifist                                                                                                  | 75    |       |
| 14. August | Giuseppe Incorpora                | italienischer Fotograf | 79    |       |
| 14. August | Alfred John Jukes-Browne          | britischer Geologe und Paläontologe | 63    |       |
| 15. August | Laurits Hans Christian Bistrup    | dänischer Kaufmann | 64    |       |
| 15. August | Martha Borthwick                  | US-amerikanische Bibliothekarin und Übersetzerin                                                                                                | 45    |       |
| 15. August | Franz Georg von Glasenapp         | preußischer Generalleutnant, Kommandeur der Schutztruppen im Reichskolonialamt                                                                  | 57    |       |
| 16. August | Nikolai Iwanowitsch Matschugowski | russischer General | 48    |       |
| 17. August | Carl Astner                       | österreichischer Opernsänger (Bariton) | 52    |       |
| 17. August | James Grierson                    | britischer Generalleutnant | 55    |       |
| 17. August | Wilhelm von Körber                | preußischer General der Artillerie | 88    |       |
| 18. August | Anna Nikolajewna Jessipowa        | russische Pianistin | 63    |       |
| 19. August | Hermann Maximilian zu Lynar       | deutscher Standesherr und Herrenhauses-Mitglied                                                                                                 | 89    |       |
| 19. August | Alphonse Six                      | belgischer Fußballspieler | 24    |       |
| 19. August | Franz Xaver Wernz                 | deutscher Geistlicher, Generaloberer der Societas Jesu (Jesuiten)                                                                               | 71    |       |
| 20. August | Wikentij Chwoika                  | ukrainischer Archäologe tschechischer Herkunft                                                                                                  | 64    |       |
| 20. August | Max Theodor von Karajan           | österreichischer klassischer Philologe | 81    |       |
| 20. August | Amélie Helga Lundahl              | finnische Malerin | 64    |       |
| 20. August | Gaston Monod                      | französischer Sprach- und Literaturwissenschaftler                                                                                              | 31    |       |
| 20. August | Demetrio Paernio                  | italienischer Bildhauer | 63    |       |
| 20. August | Pius X.                           | italienischer Geistlicher, Papst, Bischof von Rom, Staatsoberhaupt des Vatikans                                                                 | 79    |       |
| 21. August | Kurt Fitzler                      | deutscher Althistoriker | 29    |       |
| 21. August | John Parr                         | britischer Soldat |       |       |
| 21. August | Eduard Pötzl                      | österreichischer Journalist und Feuilletonist                                                                                                   | 63    |       |
| 21. August | Albert Werkmüller                 | deutscher Hürdenläufer | 34    |       |
| 22. August | Ernest Psichari                   | französischer Schriftsteller und Soldat | 30    |       |
| 22. August | Francisco Simón y Ródenas         | spanischer Ordensgeistlicher | 64    |       |
| 22. August | René Sturel                       | französischer Romanist und Renaissancespezialist                                                                                                | 29    |       |
| 22. August | Giacomo Radini Tedeschi           | italienischer Bischof | 57    |       |
| 22. August | Spencer Wishart                   | US-amerikanischer Automobilrennfahrer | 23    |       |
| 23. August | Powell Clayton                    | US-amerikanischer Politiker | 81    |       |
| 23. August | John Edward Lamb                  | US-amerikanischer Politiker | 61    |       |
| 23. August | Friedrich von Sachsen-Meiningen   | deutscher Militär, Prinz von Sachsen-Meiningen und General                                                                                      | 52    |       |
| 23. August | Fritz Toebelmann                  | deutscher Architekt und Archäologe | 39    |       |
| 24. August | Rudolf Bernt                      | österreichischer Architekt und Maler | 70    |       |
| 24. August | Karl Brunner-von Wattenwyl        | Schweizer Entomologe | 91    |       |
| 24. August | Hubert von Grashey                | deutscher Psychiater | 74    |       |
| 24. August | Adam Hafter                       | Schweizer Wirtschaftsmanager, Journalist und liberaler Politiker                                                                                | 80    |       |
| 24. August | Chester B. Jordan                 | US-amerikanischer Politiker | 74    |       |
| 24. August | Wilhelm Lexis                     | deutscher Volkswirt, Nationalökonom und Statistiker                                                                                             | 77    |       |
| 24. August | Hans Menzel                       | deutscher Geologe und Paläontologe | 39    |       |
| 24. August | Wilhelm Svetlin                   | österreichischer Mediziner und Psychiater | 65    |       |
| 24. August | Johannes Weiß                     | evangelischer Theologe | 50    |       |
| 25. August | Wilhelm August Korff              | deutscher Petroleumkaufmann | 69    |       |
| 25. August | Reinhold Koser                    | deutscher Historiker | 62    |       |
| 25. August | Konstantin Noppel                 | deutscher Politiker (NLP), Bürgermeister, MdR                                                                                                   | 77    |       |
| 25. August | Heinrich von Puttkamer            | preußischer General der Infanterie | 68    |       |
| 25. August | Götz von Seckendorff              | deutscher Maler und Bildhauer | 24    |       |
| 25. August | Herman W. Snow                    | US-amerikanischer Politiker | 78    |       |
| 25. August | Friedrich von Stülpnagel          | deutscher Gutsbesitzer; Kurator der Ritterakademie Brandenburg                                                                                  | 67    |       |
| 25. August | Ernst August Troschel             | Wasserbau-Ingenieur | 46    |       |
| 26. August | Jean Clairin                      | französischer Mathematiker | 37    |       |
| 26. August | Carl Delius                       | deutscher Textilfabrikant und Politiker | 68    |       |
| 26. August | Friedrich Salis                   | deutscher Historiker | 33    |       |
| 27. August | Eugen Böhm von Bawerk             | österreichischer Ökonom | 63    |       |
| 27. August | August von Rumohr                 | deutscher Offizier, Rittergutsbesitzer, Hofbeamter und Parlamentarier                                                                           | 63    |       |
| 28. August | Richard Deeken                    | Gründer der Deutschen Samoa-Gesellschaft | 40    |       |
| 28. August | Philipp von Hanau-Hořovice        | Sohn des Kurfürsten Friedrich Wilhelm I. von Hessen-Kassel, Prinz von Hanau, Rittmeister und Gutsbesitzer, Mitglied des Kommunallandtags Kassel | 69    |       |
| 28. August | Heinrich Hellhoff                 | deutscher Maler und Museumsleiter | 46    |       |
| 28. August | Karl Krebs                        | deutscher Maler und Grafiker | 34    |       |
| 28. August | Anatoli Konstantinowitsch Ljadow  | russischer Komponist | 59    |       |
| 28. August | Leberecht Maaß                    | deutscher Marineoffizier, zuletzt Konteradmiral im Ersten Weltkrieg                                                                             | 50    |       |
| 28. August | Emmanuel Villanis                 | Künstler | 55    |       |
| 29. August | Léon Lannoy                       | französischer Radrennfahrer | 24    |       |
| 29. August | George Shoobridge Carr            | britischer Mathematiker und Schachspieler | 77    |       |
| 29. August | Friedrich Rösch                   | deutscher Missionar und Ägyptologe | 31    |       |
| 30. August | Robert Merz                       | österreichischer Fußballspieler | 26    |       |
| 30. August | Daniel Elmer Salmon               | US-amerikanischer Tierarzt | 64    |       |
| 30. August | Alexander Wassiljewitsch Samsonow | russischer General | 54    |       |
| 31. August | Sherman Otis Houghton             | US-amerikanischer Politiker | 86    |       |
| 31. August | Wilhelm Klose                     | deutscher Kunstmaler und Mäzen | 83    |       |
| 31. August | Richard Lesser                    | deutscher Buchhändler und Verleger | 74    |       |
| 31. August | Lucy Lloyd                        | englische Sprachwissenschaftlerin | 79    |       |
| 31. August | Kurt von Sperling                 | deutscher Offizier (königlich preußischer General der Infanterie à la suite) und Militärgouverneur der Stadt Köln                               | 64    |       |

## September
| Tag           | Name                             | Beruf, bekannt als                                                                                  | Alter | Beleg |
| ------------- | -------------------------------- | --------------------------------------------------------------------------------------------------- | ----- | ----- |
| 1. September  | Louis-Edmond Claris              | französischer Politiker                                                                             | 89    |       |
| 1. September  | Friedrich Haßlwander             | österreichischer Maler, Kunstlehrer und Schriftsteller                                              | 73    |       |
| 1. September  | Veit Brecher Wittrock            | schwedischer Botaniker                                                                              | 75    |       |
| 2. September  | Giuseppe Gatti                   | italienischer Klassischer Archäologe und Epigraphiker                                               | 75    |       |
| 2. September  | Bernhard von Pressentin          | deutscher Fideikommissbesitzer und Politiker, MdR                                                   | 77    |       |
| 3. September  | Ludwig Frank                     | deutscher Rechtsanwalt und Politiker (SPD), MdR                                                     | 40    |       |
| 3. September  | Albéric Magnard                  | französischer Komponist                                                                             | 49    |       |
| 4. September  | Oszkár Demján                    | ungarischer Schwimmer                                                                               | 22    |       |
| 4. September  | Karl Franz                       | deutscher Fußballspieler                                                                            | 22    |       |
| 4. September  | William Gibson Sloan             | Evangelist und Erweckungsprediger                                                                   | 76    |       |
| 4. September  | Rudolf Sperling                  | deutscher Kaufmann                                                                                  | 26    |       |
| 4. September  | Theodor Weber                    | evangelischer Mediziner                                                                             | 85    |       |
| 5. September  | Franz Binder                     | deutscher Journalist, Publizist und Historiker                                                      | 85    |       |
| 5. September  | Charles Péguy                    | französischer Schriftsteller                                                                        | 41    |       |
| 5. September  | Aloys Schäfer                    | Administrator der katholischen Jurisdiktionsbezirke in Sachsen, Titularbischof, Apostolischer Vikar | 61    |       |
| 6. September  | Heinrich Breling                 | deutscher Maler                                                                                     | 64    |       |
| 6. September  | Georgine von Januschofsky        | österreichische Theaterschauspielerin und Opernsängerin (Sopran)                                    |       |       |
| 6. September  | Emil Rausch                      | deutscher Offizier und Bezirksleiter in Kamerun                                                     | 36    |       |
| 6. September  | Walter Scherbening               | deutscher Offizier                                                                                  | 53    |       |
| 7. September  | Wilhelm Begemann                 | deutscher Philologe, Lehrer, Historiker und Freimaurer                                              | 71    |       |
| 7. September  | Alexander von Brosch-Aarenau     | österreichisch-ungarischer Offizier und Politiker                                                   | 43    |       |
| 7. September  | Max Burchardt                    | deutscher Ägyptologe                                                                                | 29    |       |
| 7. September  | Alphonse Eggremont               | französischer Turner                                                                                | 26    |       |
| 7. September  | Georges Kriéger                  | französischer Organist und Komponist                                                                | 28    |       |
| 7. September  | Friedrich Pfannschmidt           | deutscher Bildhauer                                                                                 | 50    |       |
| 7. September  | Plazid Weissenbach junior        | Schweizer Politiker und Eisenbahnmanager                                                            | 73    |       |
| 8. September  | Werner Boy                       | deutscher Mathematiker                                                                              | 35    |       |
| 8. September  | Karl Heilbronner                 | deutscher Psychiater und Neurologe                                                                  | 44    |       |
| 8. September  | Gustav Ferdinand Hertz           | deutscher Jurist, Politiker, MdHB und Senator                                                       | 87    |       |
| 8. September  | Franz Krezdorn                   | deutscher Fußballspieler                                                                            | 32    |       |
| 8. September  | Hans Leybold                     | deutscher expressionistischer Dichter                                                               | 22    |       |
| 8. September  | Pjotr Nikolajewitsch Nesterow    | russischer Pilot und Flugzeugkonstrukteur                                                           | 27    |       |
| 8. September  | Johannes Schneider               | deutscher Fußballtorhüter                                                                           | 27    |       |
| 8. September  | Otto Stockhausen                 | deutscher Ingenieur und Wasserbauinspektor                                                          | 36    |       |
| 9. September  | Albert Arnz                      | deutscher Landschaftsmaler der Düsseldorfer Schule                                                  | 82    |       |
| 9. September  | Carl Flamm                       | deutscher Porträtmaler der Düsseldorfer Schule                                                      | 44    |       |
| 9. September  | Carl Goßler                      | deutscher Ruderer                                                                                   | 29    |       |
| 9. September  | Johann Haslinger                 | deutscher Politiker (DDP), MdL                                                                      | 45    |       |
| 9. September  | Frank B. Willis                  | US-amerikanischer Politiker                                                                         | 69    |       |
| 10. September | Émile Engel                      | französischer Radrennfahrer                                                                         | 25    |       |
| 10. September | Edvard Larsen                    | norwegischer Dreispringer                                                                           | 32    |       |
| 10. September | Robert Lucius von Ballhausen     | deutscher Politiker, MdR                                                                            | 78    |       |
| 10. September | Franz Tewele                     | österreichischer Schauspieler und Theaterdirektor                                                   |       |       |
| 12. September | Victor Fastre                    | belgischerRadrennfahrer                                                                             | 24    |       |
| 12. September | Salomon Haberland                | deutscher Kaufmann und Unternehmer                                                                  | 80    |       |
| 13. September | Leo Baudiß                       | österreichischer Maschinenbauer und Hochschullehrer                                                 | 52    |       |
| 13. September | Charles N. Felton                | US-amerikanischer Politiker                                                                         | 82    |       |
| 13. September | František Gellner                | tschechischer Dichter, Anarchist, Prosaist, Maler und Karikaturist                                  | 33    |       |
| 13. September | Robert Hope-Jones                | britischer Erfinder im Bereich Orgelbau                                                             | 55    |       |
| 13. September | Aniceto dos Reis Gonçalves Viana | portugiesischer Romanist, Lusitanist, Phonetiker und Lexikograf                                     | 74    |       |
| 14. September | Carl Holzmann                    | österreichischer Architekt                                                                          | 65    |       |
| 14. September | George Hutson                    | britischer Leichtathlet                                                                             | 24    |       |
| 14. September | Otto Victor II. von Schönburg    | Fürst von Schönburg-Waldenburg                                                                      | 32    |       |
| 14. September | Otto Vogel                       | deutscher Pädagoge und Autor                                                                        | 76    |       |
| 14. September | Johannes Wichern                 | evangelischer Geistlicher und Direktor des Rauhen Hauses                                            | 68    |       |
| 15. September | Marija Besobrasowa               | russische Philosophin                                                                               | 57    |       |
| 15. September | Franz Fuchs                      | österreichischer Politiker und Mitglied des Reichstags                                              | 38    |       |
| 15. September | Eduard von Lütcken               | deutscher Vielseitigkeitsreiter                                                                     | 31    |       |
| 15. September | Koos de la Rey                   | burischer General während des Zweiten Burenkrieges                                                  | 66    |       |
| 15. September | David Wolffsohn                  | Zionistenführer                                                                                     | 58    |       |
| 16. September | Victor Arnold                    | österreichischer Schauspieler                                                                       | 40    |       |
| 16. September | Louis Bach                       | französischer Fußballspieler                                                                        | 31    |       |
| 16. September | Pierre Peyrusson                 | französischer Schwimmer                                                                             | 33    |       |
| 16. September | Josef von Schwegel               | österreichischer Politiker                                                                          | 78    |       |
| 16. September | James E. Sullivan                | US-amerikanischer Sportfunktionär, Unternehmer und Leichtathlet                                     | 51    |       |
| 16. September | Friedrich Tilemann               | deutscher Verwaltungsbeamter und Parlamentarier                                                     | 75    |       |
| 17. September | Wilhelm von der Beck             | deutscher Verwaltungsjurist                                                                         | 59    |       |
| 17. September | Adolphe Hennebains               | französischer Flötist und Hochschullehrer                                                           | 51    |       |
| 17. September | Eugen Binder von Krieglstein     | österreichischer Kriegsberichterstatter und Schriftsteller                                          | 41    |       |
| 17. September | Franz Xaver Schmidt              | deutscher Jurist und Politiker (Zentrum), MdR                                                       | 85    |       |
| 17. September | Robert Spies                     | deutscher Bildhauer                                                                                 | 28    |       |
| 18. September | Albert Kappis                    | deutscher Maler                                                                                     | 78    |       |
| 18. September | Götz Riedesel zu Eisenbach       | deutscher Offizier der preußischen Armee und Beamter im Auswärtigen Dienst                          | 32    |       |
| 19. September | Wilhelm Baseler                  | Bürgermeister und Abgeordneter                                                                      | 83    |       |
| 19. September | Erwin Hasenclever                | deutscher Jurist, Bergbaumanager und Politiker                                                      | 34    |       |
| 19. September | Wilhelm Holtzmann                | Jurist und badischer Beamter                                                                        | 66    |       |
| 19. September | Paul Krennwallner                | österreichischer Politiker und Landwirt                                                             | 37    |       |
| 19. September | Julius Schüler                   | deutscher Landwirt, Bürgermeister und Politiker (Zentrum), MdR                                      | 64    |       |
| 19. September | Charles de Vendeville            | französischer Schwimmer                                                                             | 32    |       |
| 20. September | Gregor von Bochmann der Jüngere  | deutscher Bildhauer                                                                                 | 35    |       |
| 20. September | Oskar Döll                       | deutscher Bildhauer und Maler                                                                       | 28    |       |
| 21. September | James R. Howe                    | US-amerikanischer Politiker                                                                         | 75    |       |
| 21. September | William Shadrach Knox            | US-amerikanischer Politiker                                                                         | 71    |       |
| 21. September | Leopold Mayer                    | österreichischer Schwimmer                                                                          |       |       |
| 21. September | Laurits Christian Tørsleff       | dänischer Sänger und Gesangspädagoge                                                                | 65    |       |
| 22. September | Alain-Fournier                   | französischer Schriftsteller                                                                        | 27    |       |
| 22. September | Ferdinand Kowarz                 | österreichischer Entomologe                                                                         | 76    |       |
| 22. September | Pierre Moriaud                   | Schweizer Jurist und Politiker                                                                      | 69    |       |
| 23. September | Friedrich Bidlingmaier           | deutscher Geophysiker und Meteorologe                                                               | 38    |       |
| 23. September | Johannes Semler                  | deutscher Jurist und Politiker (NLP), MdHB, MdR                                                     | 55    |       |
| 23. September | Alexander Winterberger           | deutscher Organist, Pianist und Komponist                                                           | 80    |       |
| 24. September | Samuel Swinfin Burdett           | US-amerikanischer Politiker britischer Herkunft                                                     | 78    |       |
| 24. September | İsmail Gasprinski                | krimtatarischer Intellektueller, Pädagoge, Verleger und Politiker                                   | 63    |       |
| 24. September | Cecil van Haanen                 | österreichischer Genre- und Porträtmaler                                                            | 69    |       |
| 25. September | Theodore Nicholas Gill           | US-amerikanischer Ichthyologe                                                                       | 77    |       |
| 25. September | Alfred Lichtenstein              | deutscher Jurist und expressionistischer Schriftsteller                                             | 25    |       |
| 25. September | James Whitney                    | kanadischer Politiker und 6. Premierminister von Ontario                                            | 70    |       |
| 26. September | Heinrich Kohl                    | deutscher Architekt und Bauforscher                                                                 | 37    |       |
| 26. September | Augustus Koopman                 | US-amerikanischer Maler und Radierer                                                                | 45    |       |
| 26. September | Hermann Löns                     | deutscher Journalist und Schriftsteller                                                             | 48    |       |
| 26. September | Ernst Wilhelm Lotz               | deutscher Lyriker des Expressionismus                                                               | 24    |       |
| 26. September | August Macke                     | deutscher Maler des Expressionismus                                                                 | 27    |       |
| 26. September | Emil von Rappard                 | deutscher Adeliger und Offizier                                                                     | 50    |       |
| 27. September | Carlos María Herrera             | uruguayischer Maler                                                                                 | 38    |       |
| 27. September | Josef Mersa                      | österreichischer Bildhauer                                                                          | 42    |       |
| 27. September | Robert von Pöhlmann              | deutscher Althistoriker                                                                             | 61    |       |
| 27. September | Ignaz Schustala der Jüngere      | altösterreichischer Industrieller                                                                   | 52    |       |
| 27. September | Wilhelm Valckenberg              | Fabrikant und Landtagsabgeordneter Großherzogtum Hessen                                             | 70    |       |
| 27. September | John M. Wever                    | US-amerikanischer Politiker                                                                         | 67    |       |
| 28. September | Wilhelm Herz                     | deutscher Unternehmer                                                                               | 91    |       |
| 28. September | Conrad Wilhelm Kambli            | Schweizer evangelischer Geistlicher                                                                 | 85    |       |
| 28. September | Stevan Stojanović Mokranjac      | serbischer Komponist                                                                                | 58    |       |
| 28. September | Richard Warren Sears             | US-amerikanischer Unternehmer und Gründer des Versandhandels                                        | 50    |       |
| 28. September | Þorsteinn Erlingsson             | isländischer Schriftsteller                                                                         | 56    |       |
| 29. September | Jean Bouin                       | französischer Leichtathlet                                                                          | 25    |       |
| 29. September | George Adalbert von Mülverstedt  | deutscher Archivar und Historiker                                                                   | 89    |       |
| 29. September | Moritz Oder                      | deutscher Eisenbahn-Bauingenieur                                                                    | 40    |       |
| 30. September | Henry Ernest Gascoyne Bulwer     | britischer Kolonialadministrator                                                                    | 77    |       |
| 30. September | Jane Clapperton                  | schottisch-britische Philosophin, Sozialistin, Sozialreformerin und Frauenrechtlerin                | 82    |       |
| 30. September | Yu Gil-jun                       | koreanischer Politiker und Unabhängigkeitsaktivist                                                  | 57    |       |